# Sebastiano Pigazzi
Sebastiano Pigazzi (* 30. März 1996 in den USA) ist ein italienischer Schauspieler, Regisseur und Produzent.

## Leben
Sebastiano Pigazzi wurde als Sohn von Diamante Pedersoli  1996 in Rom geboren. Er ist der Enkel von Bud Spencer und Urenkel von Giuseppe Amato.
2020 hatte Pigazzi mit vier Folgen in der Fernsehserie We Are Who We Are sein Fernsehdebüt. 2021 hatte er seine erste Filmrolle in Time Is Up. In der Fernsehserie And Just Like That … hatte er 2023 eine wiederkehrende Rolle. Er ist hauptsächlich in den Vereinigten Staaten tätig.

## Filmografie
- 2020: We Are Who We Are (Fernsehserie, 4 Folgen)
- 2021: Time Is Up
- 2022: Scarrafone
- 2022: The creation of Frankenstein (Miniserie)
- 2022: The Offer (Miniserie, Folge 1x09)
- 2023–2025: And Just Like That … (And Just Like That..., Fernsehserie)
- 2023: For All Mankind (Fernsehserie, 3 Folgen)